# 2010 en Turquie
Cet article présente les faits marquants de l'année 2010 en Turquie.

## Évènements
- 21 juillet 2010 : réforme législative réduisant les peines pour les enfants jeteurs de pierres. Plusieurs milliers de mineurs, généralement kurdes, étaient condamnés à de lourdes peines de prison pour avoir lancé des pierres contre les policiers lors de manifestations[1].
- 12 septembre 2010 : référendum constitutionnel. Le Oui l'emporte avec 58%.
- 19 septembre 2010 : célébration d'une messe dans l'église arménienne d'Akdamar sur le lac de Van, la première célébrée dans cette région depuis 1915[2].